# Epithetica typhoscia
Epithetica typhoscia är en fjärilsart som beskrevs av Turner 1923. Epithetica typhoscia ingår i släktet Epithetica och familjen plattmalar. Inga underarter finns listade i Catalogue of Life.